# La Belle Hongroise
La Belle Hongroise (titre original : Der Blaufuchs) est un film allemand réalisé par Victor Tourjanski, sorti en 1938.

## Synopsis
Stephan Paulus est un maître-assistant de biologie et ichtyologue, qui se consacre presque exclusivement à ses recherches, et que sa femme Ilona cherche en vain à distraire de son travail. Paulus, bien qu'il estime que sa femme soit comblée par leur mariage, songe à lui offrir un manteau de renard, mais il oublie. 
Afin de se changer les idées, Ilona rend visite à sa tante Margit, mais en chemin vers le domaine familial, elle fait la rencontre d'un aviateur, Tibor Vary. Ils tombent amoureux l'un de l'autre. Ilona lui avoue pourtant qu'elle est mariée, mais cela ne décourage pas Tibor.
Lorsque ce dernier rend visite à son vieil ami Paulus à Budapest, il apprend qu'Ilona est sa femme. Bien que cela bouleverse ses projets, sa passion pour Ilona ne cesse de s'amplifier.
Le Dr. Paulus, absorbé par ses travaux, ne remarque d'abord rien. Ilona lui présente une de ses amies, la modiste désargentée Lisi. Lisi remarque que le couple se défait, et elle caresse le projet d'épouser Paulus, sur le point d'être promu professeur d'université. Elle tâchera de le séduire en feignant un intérêt passionné pour la faune piscicole d'eau douce...

## Fiche technique
- Titre original : Der Blaufuchs
- Réalisateur : Victor Tourjanski
- Production : UFA
- Photographie : Franz Weihmayr
- Musique : Lothar Brühne
- Montage : Walter Fredersdorf
- Durée : 101 minutes
- Date de sortie : 14 décembre 1938

## Distribution
- Zarah Leander : Ilona Paulus, la femme négligée d'un chercheur qui s'éprend d'un bel aviateur
- Willy Birgel : Tibor Vary, un célèbre aviateur qui lui fait la cour
- Paul Hörbiger : Stephan Paulus, le mari d'Ilona, plus passionné par les poissons qu'il étudie que par sa femme
- Jane Tilden : Lisi, une dessinatrice de mode
- Karl Schönböck : le ténor Trill
- Rudolf Platte : le cocher Bela
- Max Hiller : agriculteur hongrois à la gare